# Bourbriac
 Bourbriac  (en bretón Boulvriag) es una población y comuna francesa, en la región de Bretaña, departamento de Côtes-d'Armor, en el distrito de Guingamp y cantón de Bourbriac.

## Demografía
| 2837 | 2663 | 2458 | 2294 | 2293 | 2299 |
| Para los censos de 1962 a 1999 la población legal corresponde a la población sin duplicidades (Fuente: INSEE [Consultar]) |      |      |      |      |      |